# Carlos Ross
Carlos Esteban Ross Cotal (Copiapó, 23 novembre 1990) è un calciatore cileno, centrocampista o  attaccante dello Sport Huancayo.

## Caratteristiche tecniche
Seconda punta e ala destra resistente e dalla taglia compatta, tra le sue caratteristiche vi sono l'imprevedibilità e la rapidità; è dotato di ottima tecnica, abilità negli scatti e propensione al tiro.

## Carriera
Nel (2009) debutto nella Under-20. Nel (2010) ha debuttato nella Nazionale maggiore, con l'allenatore (Marcelo Bielsa).